# Cockiness (Love It)
Cockiness (Love It) è un brano musicale della cantante barbadiana Rihanna, quinta traccia del suo sesto album di inediti, Talk That Talk.
Il brano ha debuttato nelle classifiche della Corea del Sud, Regno Unito e Stati Uniti al momento dell'uscita dell'album.

## Descrizione
Cockiness (Love It) è stato scritto dalla stessa Rihanna insieme a Candice Pillay, D. Abernathy e Shondrae Crawford, con una produzione condotta dallo stesso Crawford, conosciuto con il suo nome d'arte Mr. Bangladesh. In un'intervista con MTV, Mr. Bangladesh ha confessato di aver desiderato che fosse proprio Rihanna l'artista che avrebbe dovuto cantare il pezzo. Il produttore ha comunicato nella stessa intervista che il brano aveva sofferto "differenti trasformazioni" prima di approdare alla versione di Talk That Talk.
Cockiness (Love It) è inoltre un brano dancehall e dubstep, la cui cornice strumentale è costituita da grida, batterie e corni.

## Remix
Il brano è stato rivisitato in un remix che vede la collaborazione del rapper statunitense ASAP Rocky. Il 4 settembre 2012 Rihanna ha lanciato il remix del brano tramite il proprio profilo Twitter sulla pagina di MTV a lei intestata. Il successivo 6 settembre l'artista barbadiana ha aperto gli MTV Video Music Awards 2012 a fianco di ASAP Rocky con un performance del remix di Cockiness (Love It) e di We Found Love. Il brano è stato distribuito nel mercato digitale il 7 settembre 2012.

## Classifiche
| Classifica (2011/2012) | Posizione massima |
| ---------------------- | ----------------- |
| Corea del Sud          | 62                |
| Regno Unito            | 121               |
| Stati Uniti            | 102               |